# Bezděkov pod Třemšínem

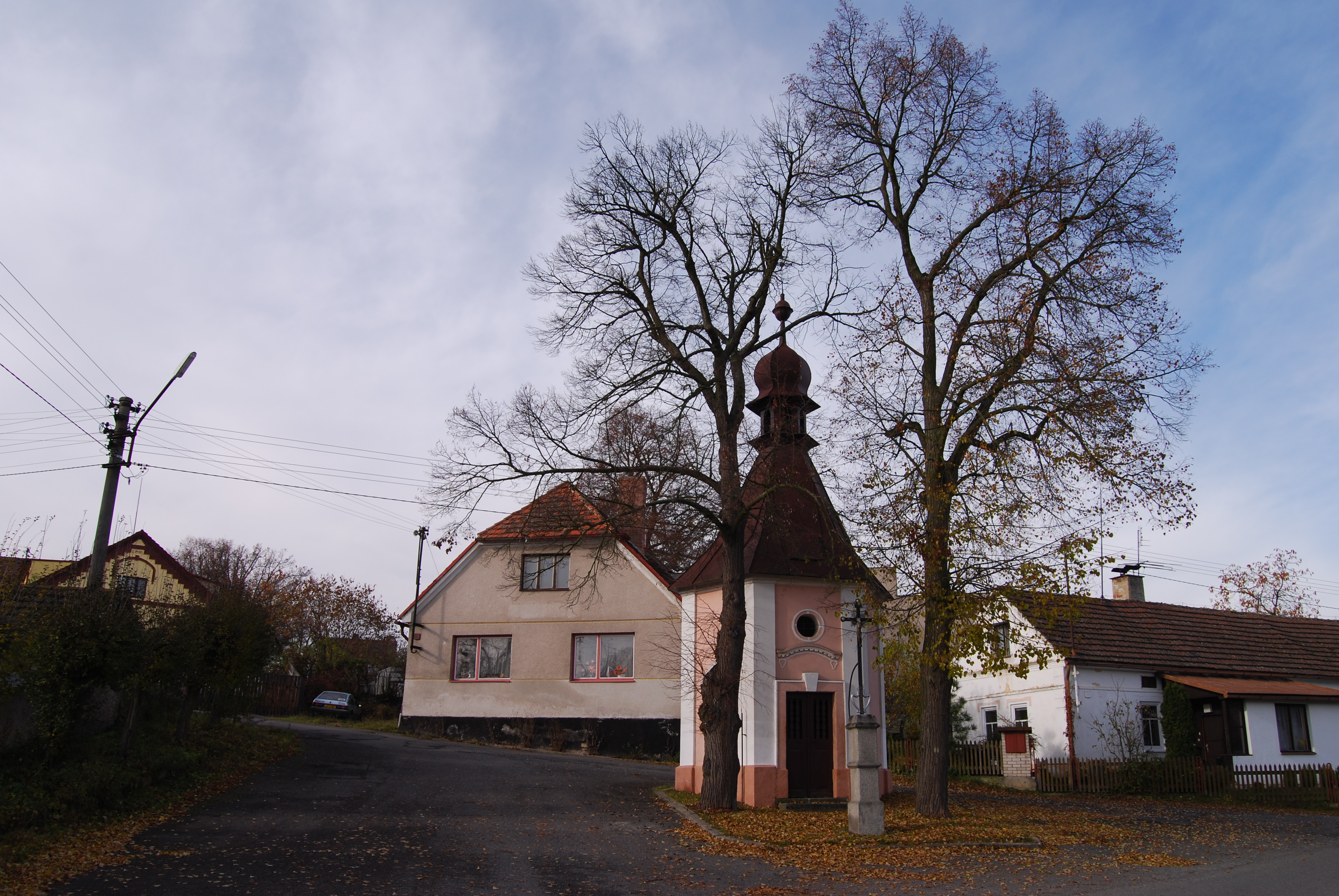

In der Gemeinde Bezděkov pod Třemšínem, erstmals schriftlich erwähnt 1565, leben 150 Einwohner. Das Dorf befindet sich etwa vier Kilometer südlich von Rožmitál pod Třemšínem (Tschechien). Nach Westen hin breiten sich Wälder aus. Neben Landwirtschaft und einer Steinzeugfabrik lebt die Gemeinde von Naherholungssuchenden. Die Gemeinde ist Mitglied der Mikroregion Třemšín.

## Geschichte
Bezděkov wurde 1560 gegründet und gehörte zum Einzugsbereich der Herren von Rozmital. Die meisten Einwohner hatte es 1848. Damals lebten dort 315 Menschen.